# ベンガルボダイジュ
ベンガルボダイジュ（ベンガル菩提樹、学名: Ficus benghalensis）は、クワ科イチジク属の常緑高木。別名、バンヤン（バニヤン）、バンヤンツリー（バニヤンツリー）、バンヤンジュ、バンヤンノキ、ただし広義の banyan はベンガルボダイジュに限らず、ガジュマルなど他のイチジク属の樹木も含まれる名称であるため、近年では学名からベンガレンシスとも呼ばれる。多数の気根を下ろして生長することで有名で、インドの個体は世界最大の樹冠を持つ樹としてギネス世界記録にも登録されている。
リンネの『植物の種』(1753年) で記載された植物の一つである。

## 特徴
インド亜大陸原産の常緑高木。世界最大の樹冠を持つ樹種として知られている。典型的な絞め殺し植物、つまり他の樹木に巻きついて枯らしてしまう植物である熱帯性イチジク類のひとつで、熱帯地方では高さ30メートル (m) にもなり、枝から次々と気根を出す。
ベンガルボダイジュの果実を食べた鳥やコウモリ、あるいはサルが、別の種類の木の窪みに糞と一緒に種子を落としていくと、そこから発芽してほかの植物の樹上で生育するものや、独自に栄養分や水分を得て生長する着生植物として生育する。気根は垂れ下がって地上に達すると、そこから根を出して栄養を取り込んで大きく成長する。気根はやがて宿主の木の幹を大きく包み込み、互いに結合（吻合）して、滑らかで灰色の網のような形状になる。ベンガルボダイジュに絡みつかれた宿主の木は、枝や葉に覆いつくされて、最終的には枯死してしまい、怪奇な形状をしたベンガルボダイジュの気根だけが残されることになる。やがては気根自体が1本の幹となって広がっていくことから、1本の個体で森のようになることがある。地面に到達した気根の一部は、大きく成長して支柱根となり、枝に栄養を供給して支えとなる。こうして木は横に大きく広がり、広い面積を覆うようになる。
葉は長さ約20センチメートル (cm) の広卵形から楕円形で、葉身は皮質になる。
枝が広く横に張り出すので、緑陰樹として栽培される。近縁で性質の似たガジュマル(Chinese banyan)(Ficus microcarpa)、ベンジャミンゴム(Ficus benjamina)と同様に、幼木は鉢植にして観葉植物として利用される。
園芸品種に‘クリシュナエ’（‘Krishnae’、別名：クリシュナボダイジュ）があり、葉身の基部がねじ曲がって漏斗状になる。

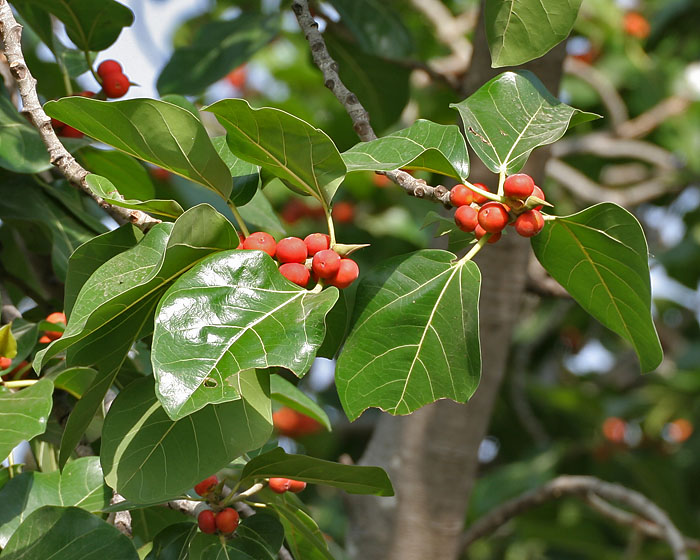
葉と熟した果実
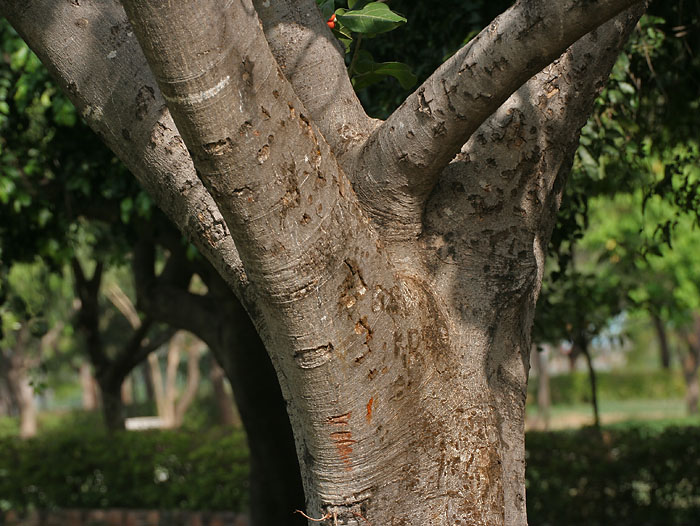
幹
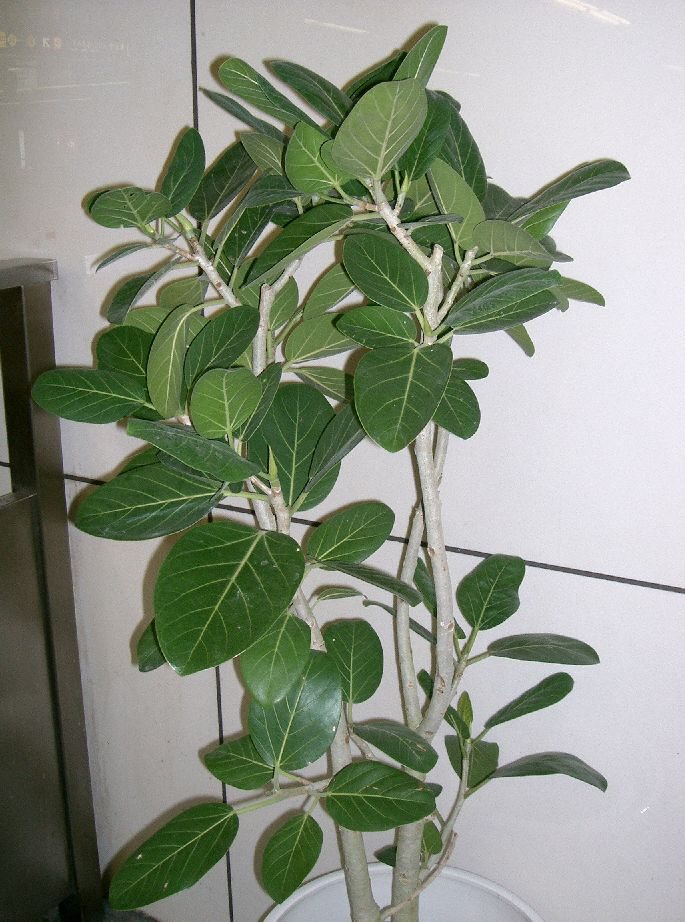
観葉植物としての利用

## 仏教における位置づけ
仏教では、菩提の象徴がインドボダイジュ（bodhi tree, bo tree）であるのに対して、ベンガルボダイジュ（banyan, Indian banyan）は広大に広がる姿が菩薩の菩提心に喩えられる一方、「形も定まらず、始まりも終りもない」輪廻の象徴ともされる。インドでは長命と豊饒を意味すると言われている。インドの寺院では聖なる木として崇められ、村では集会場となっている。英語では banyan（バンヤン）と呼ばれ、ベンガルボダイジュの木の下で屋台を出していた banian（バンヤン）と呼ばれるヒンドゥー教徒の商人に由来している。

## 著名なベンガルボダイジュ
- ラハイナのバニヤン・ツリー - アメリカ合衆国ハワイ州マウイ島ラハイナのバニヤン・コート・パークにある高さ約18メートル (m) のベンガルボダイジュ。1873年に宣教師到達50周年を記念して植樹されたもので、植樹当時は高さ約2.4 mだった。ハワイ語ではベンガルボダイジュはパニアナ (paniana) と呼ばれる。
- ナルマダー川のベンガルボダイジュ (en:Kabirvad) - インド中西部。アレクサンドロス大王の艦隊の提督ネアルコスが記録を残している。
- アナンタプルのベンガルボダイジュ (en:Thimmamma Marrimanu) - インドのアーンドラ・プラデーシュ州内陸部にある 2.19ヘクタール (ha) の林冠を持つ世界最大のベンガルボダイジュ。ギネス世界記録では「Largest canopy on a living tree」として認定。
- アチャーヤ・ジャガディッシュ・チャンドラ・ボース植物園のベンガルボダイジュ(en:The_Great_Banyan) - インドの西ベンガル州の州都コルカタ。1787年に植樹され当時は樹齢約20年程度。インドの植物調査のシンボルとされ、1987年には切手にもなっている。1989年にギネス世界記録に認定されたが同年に Thimmamma Marrimanu が認定。Thimmamma Marrimanu のギネス記録では、少し小さいがおそらく世界一有名なバニヤンツリーと言及されている[7]。列柱のような樹は直径300 mほどの林をかたちづくっており、この木の下で、かつてイギリス領時代に600人の兵士が野営したといわれている[5]。

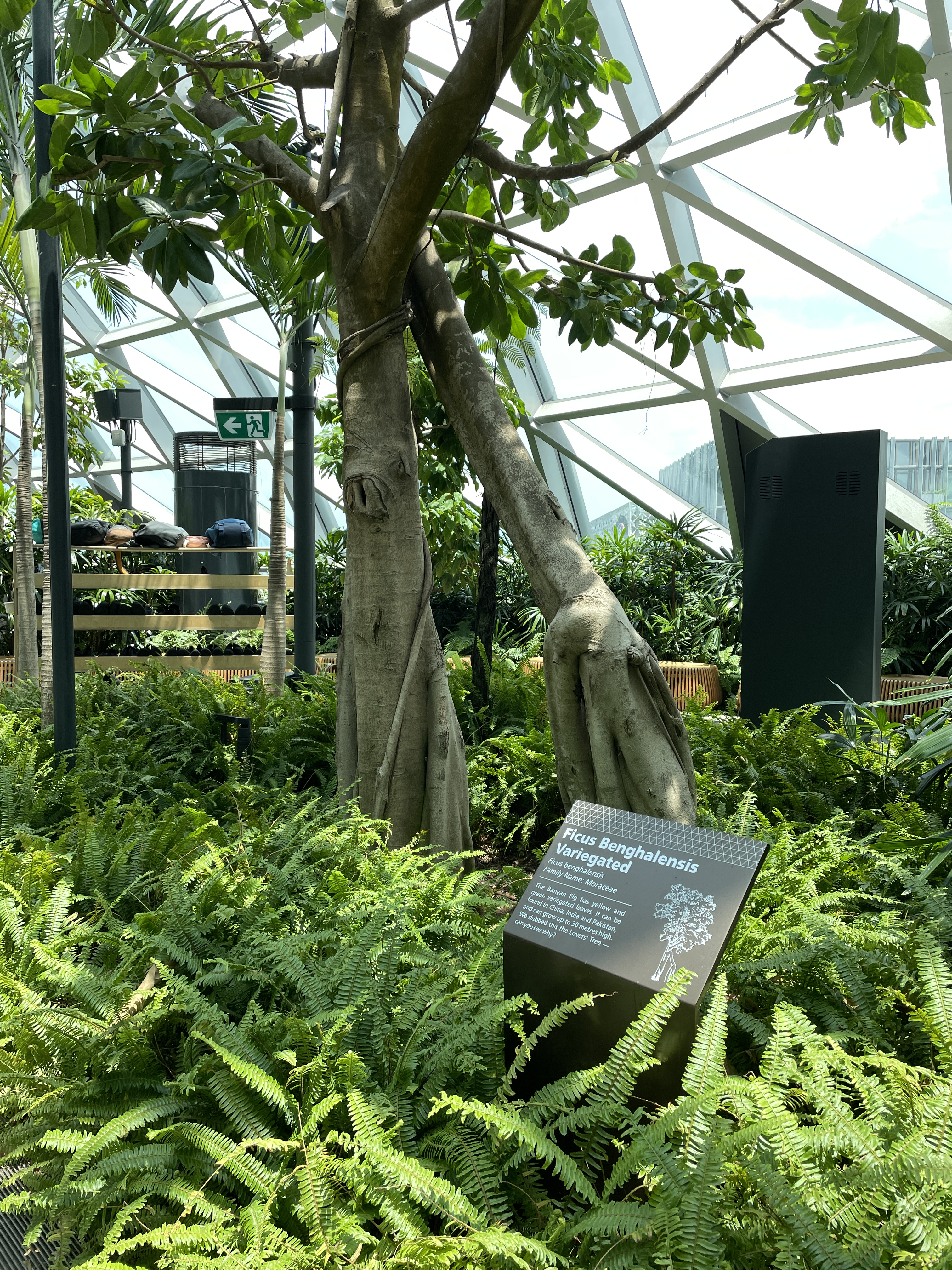
シンガポールチャンギ空港ジュエル内のFicus Benghalensis 「Lovers' Tree」

- シンガポールチャンギ空港ジュエル内のFicus Benghalensis 「Lovers' Tree」シンガポール・チャンギ空港ジュエル内の Ficus benghalensis。2本が絡み合い「lovers' tree」と愛称がつけられている。